# Muscat Capital Area

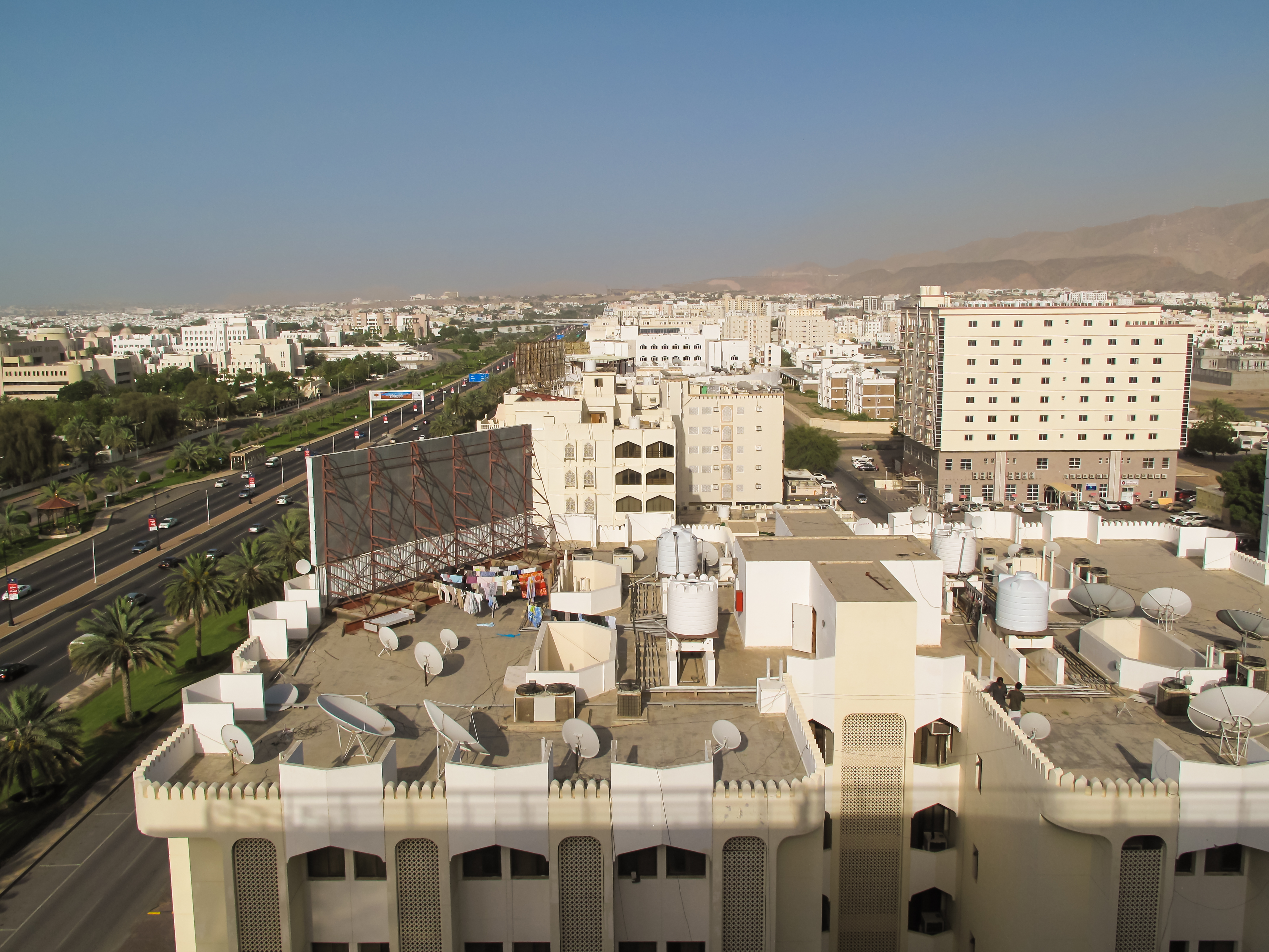
Sultan Qaboos Street in Al Khuwair, Bawschar

Die Muscat Capital Area ist eine Agglomeration rund um die omanische Hauptstadt Maskat. Es ist das wirtschaftliche, soziale und kulturelle Zentrum, das sich rund um die kleine Hauptstadt gebildet hat und oft mit Maskat gleichgesetzt wird. In der Muscat Capital Area und Umgebung lebten im Jahr 2010 56 % der Bevölkerung des Oman auf einer Fläche, die nur 5,3 % des Landes umfasst.

## Geographie
Die Muscat Capital Area erstreckt sich im Nordosten des Landes zwischen der Küste des Golfs von Oman und dem Hadschar-Gebirge. Es handelt sich um einen rund 50 Kilometer langen und fünf bis acht Kilometer breiten Streifen zwischen Maskat im Osten und Sib im Westen.

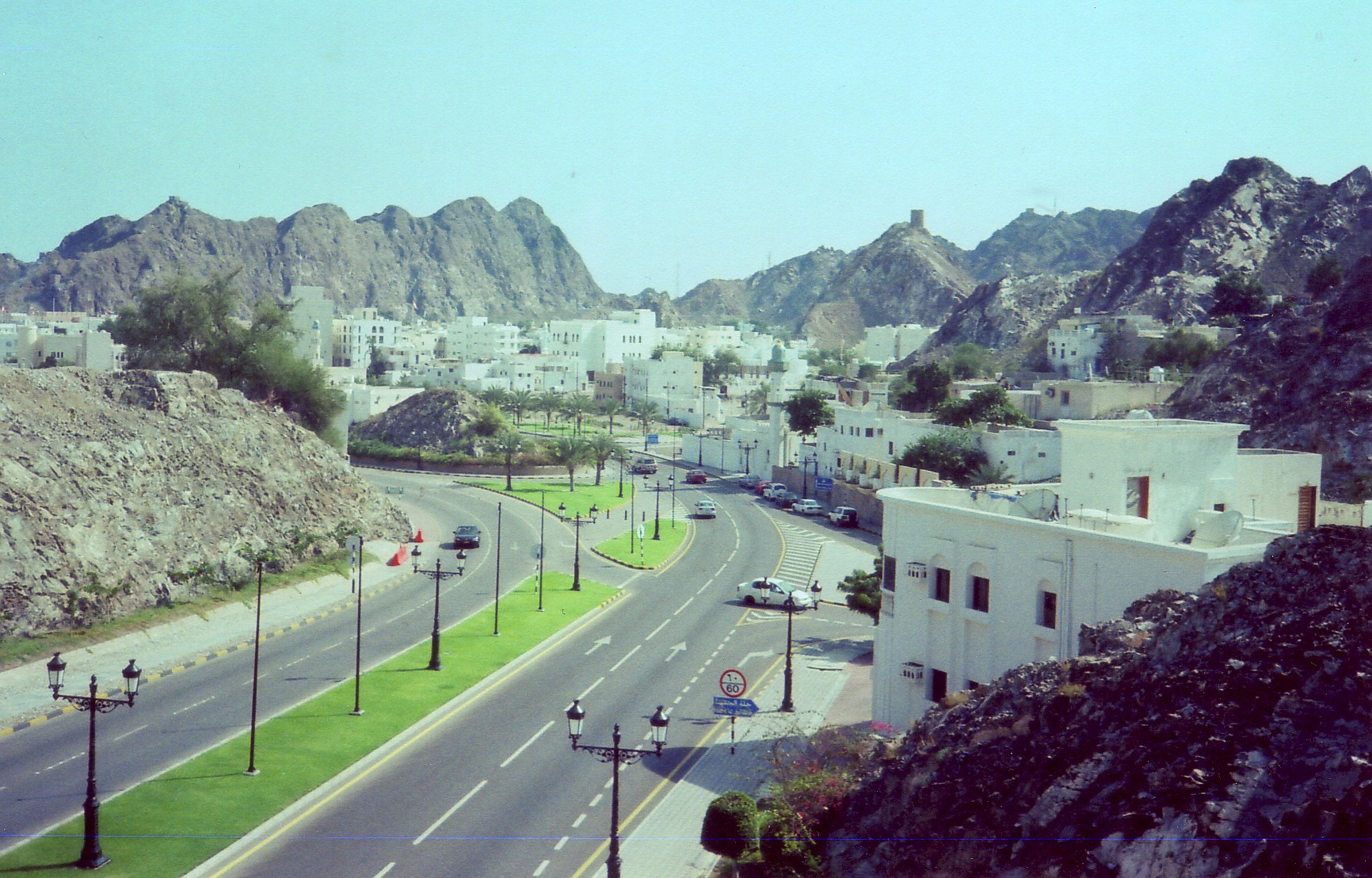
Blick auf Maskat vom Muscat Gate Museum

Die Berge reichen im Osten des Gebiets bis an die Küste heran. Sie verhinderten so, dass sich der Hafen Maskat groß ausdehnen konnte. Die Hauptstadt blieb ein kleiner Ort mit rund 20.000 Einwohnern, die sich zu einem guten Teil auch auf umliegende Orte im Südosten bis Al-Bustan verteilen (2010). Der Ort selber umfasst nicht viel mehr als den Sultanspalast, das Nationalmuseum und einige weitere kleinere Museen, einige Altstadthäuser und -mauern, zwei historische Forts und eine Marinebasis, das Finanzministerium und einige kleine Wohnviertel mit Schulen und kleinen Läden – große Teile der Altstadt musste Straßen und neuen Verwaltungsgebäuden weichen. Das Wachstum der letzten Jahrzehnte erfolgte deshalb insbesondere in den umliegenden Orte.

### Administrative Gliederung
Die Muscat Capital Area umfasst im Wesentlichen das Gouvernement Maskat (2017: 1.459.249 Einwohner). Es können jedoch nicht alle sechs Wilayet und von diesen nicht alle Gebiete dazugezählt werden. So zählt Quriat (2017: 55.792 Einwohner) sicherlich nicht mehr dazu.

### Städte

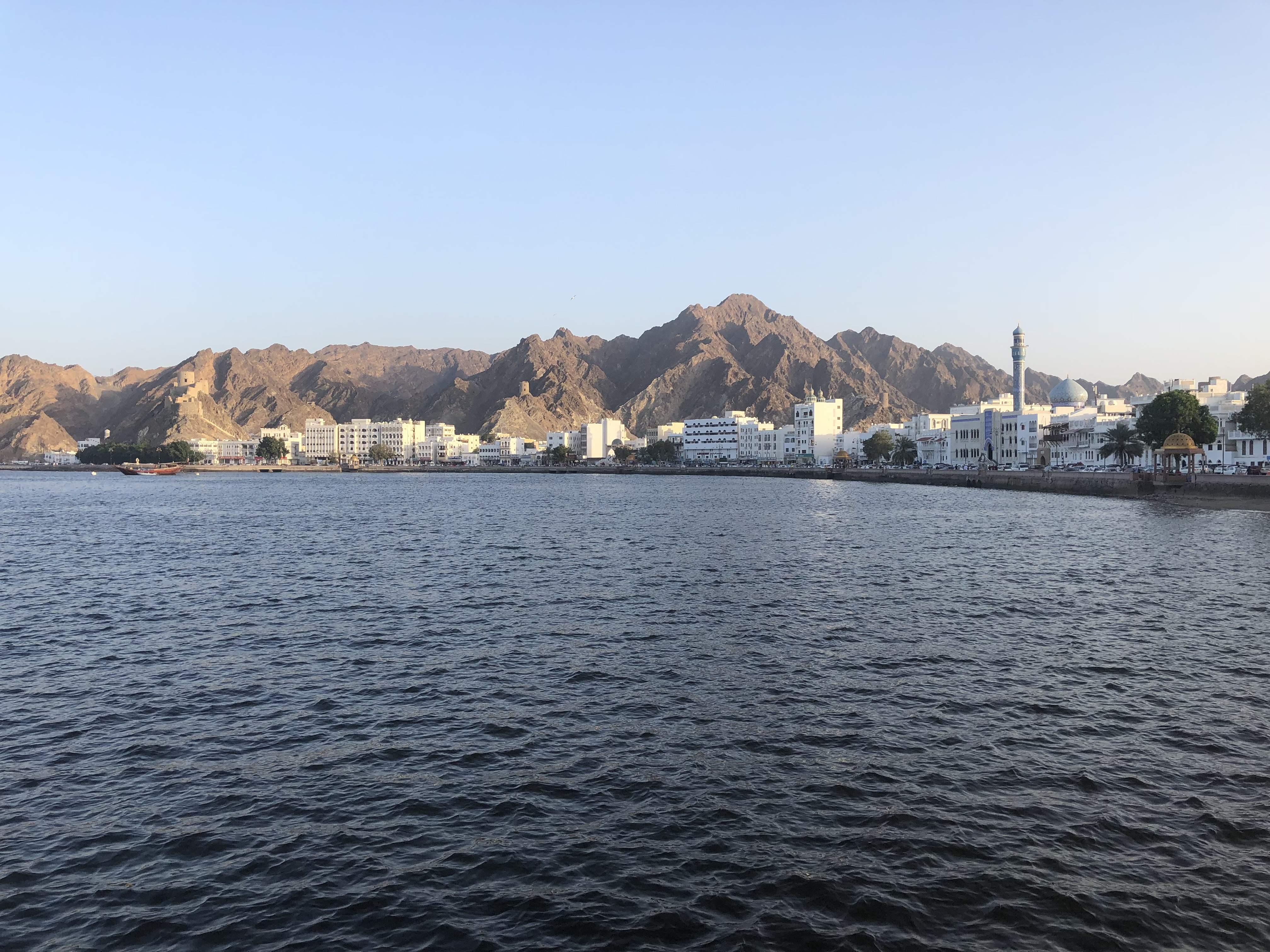
Corniche von Matrah

Zur Muscat Capital Area gehören folgende Städte:
- Maskat – Stadt ca. 20.000 Einwohner, Wilaya 290.873 Einwohner (2017)[4]
- Matrah – Wilaya 237.731 Einwohner (2017)[4]
  - Qurum
  - Ruwi
- Bawschar – Wilaya 394.631 Einwohner (2017)[4]
  - Sultan Qaboos City
  - al-Ghubra
  - al-Khuwair
- al-Amarat – Stadt ca. 50.000 Einwohner,[6] Wilaya 75.943 Einwohner (2017)[4]
- Sib – Wilaya 404.279 Einwohner (2017)[4]
  - Halban

## Geschichte
Als im Oman nach der Machtübernahme von Sultan Qabus ibn Said im Jahr 1970 eine Modernisierung und rascher wirtschaftlicher Fortschritt eintraten, nahm auch die Urbanisierung rasch zu. Aus kleinen Hafenstädten und Bauerndörfern entstand eine große Stadtlandschaft, die Muscat Capital Area – eine Entwicklung, die sich insbesondere nach 1990 noch beschleunigte, aber um 2012 eine Sättigung erreicht hat. Das alte Zentrum trat in der Bedeutung immer mehr hinter die geschäftigen Vororte zurück: die ganze Muscat Capital Area wurde in die Stadtplanung einbezogen.

## Verkehr

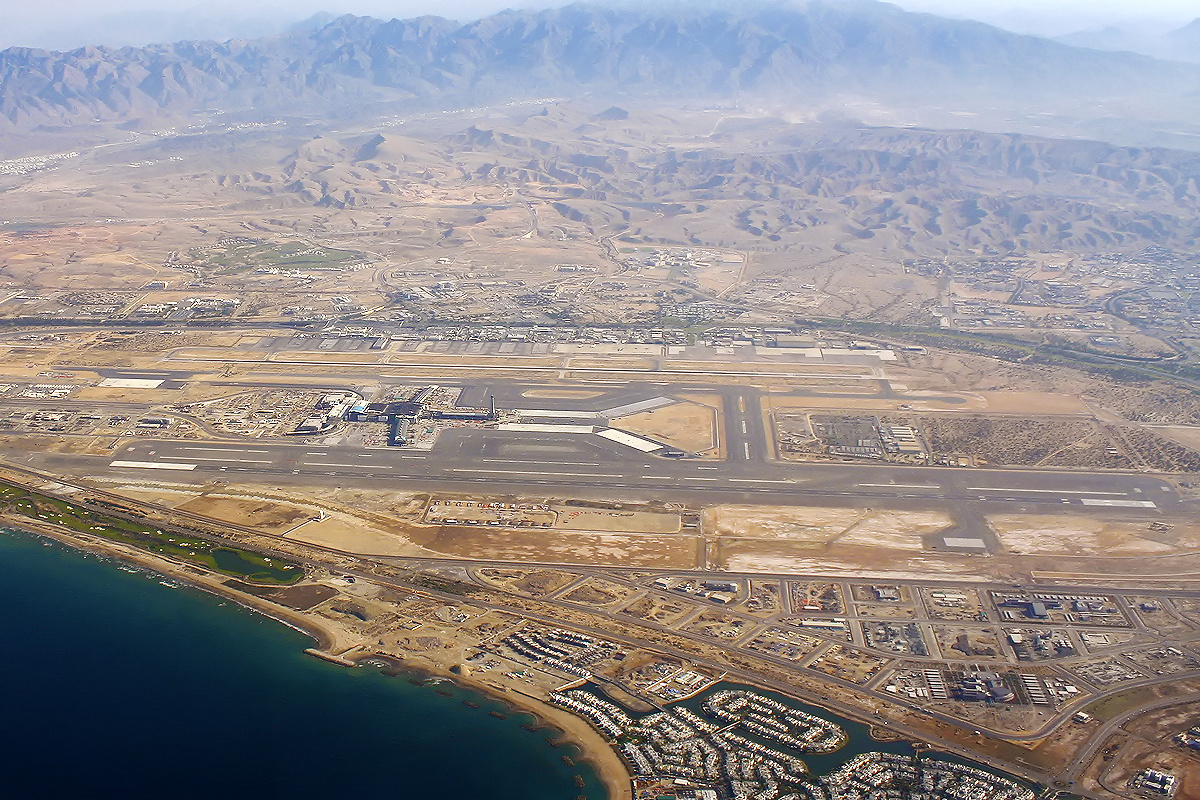
Der internationale Flughafen im Westen der Muscat Capital Area bei Sib

Die wichtigsten Verkehrsadern in der Muscat Capital Area sind die Sultan Qaboos Street als Teil der Route 1 und der Muscat-Expressway. Die Route 1 beginnt in Maskat als Küstenstraße, verlässt das Ufer in Matrah, trägt ab Qurum den Namen Sultan Qaboos Street und führt in der Folge parallel zur Küste in einer Distanz von mehr oder weniger einem Kilometer nach Westen am Flughafen und SIb vorbei und verläuft weiter der Küste entlang nach Nordwesten Der neuere Muscat-Expressway dient als Entlastung der Route 1, beginnt in Qurum und führt südlich parallel zur Sultan Qaboos Street in einer Distanz von etwa einem Kilometer. Die Route 17 verbindet Ruwi mit al-Amarat.
Südöstlich von Sib liegt der Flughafen Maskat. Wichtige Häfen des Landes sind der Sultan-Qaboos-Hafen in Matrah und die Erdölterminals von al-Fahl etwas weiter westlich.

## Wirtschaft

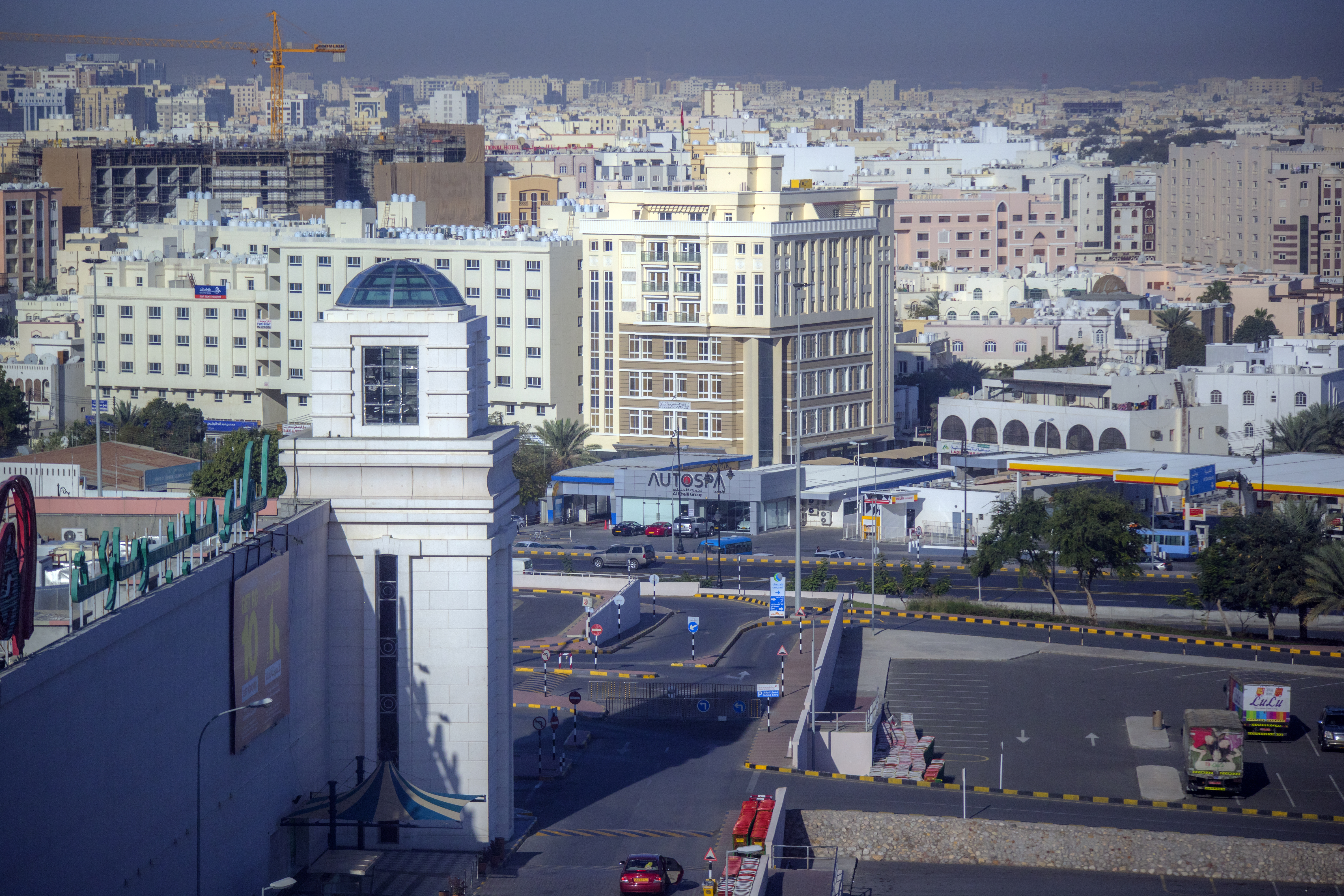
Häusermeer der Hauptstadtregion

Das Finanz- und Geschäftsviertel des Omans ist der Stadtteil Ruwi, in Matrah liegt der große alte Suq und der moderne Hafen, viele Regierungsgebäude, Shoppingmalls, Hotels und Dienstleistungen finden sich vor allem in Qurum und al-Khuwair, das Infrastrukturzentrum des Landes ist Sib.

## Kultur und Bildung
In zentralen Gebieten der Muscat Capital Area, weit westlich von Maskat, liegen unter anderem die Große Sultan-Qabus-Moschee, das Royal Opera House Muscat und das Sultan-Qabus-Sportzentrum.
Die Sultan-Qabus-Universität, die erste und einzige staatliche Universität des Landes, liegt bei Sib. Ebenso die private German University of Technology in Oman.